# ريو ماريا
ريو ماريا بلدية في ولاية بارا في المنطقة الشمالية من البرازيل.